# Clark Hull
Clark Leonard Hull (Akron, 24 maggio 1884 – New Haven, 10 maggio 1952) è stato uno psicologo statunitense.
Fu uno dei maggiori neocomportamentisti e i suoi interessi vagarono inizialmente sull'ipnosi ed in seguito sull'apprendimento e sul comportamento. È maggiormente noto per il suo metodo di ricerca, più che per i contributi dati allo studio dei singoli casi.
Per Hull lo studio della psicologia doveva quindi basarsi su aspetti ipotetico-deduttivi, tanto che giunse ad utilizzare modelli ipotetici matematici i quali dovevano esser confermati o falsificati dalle prove empiriche negli esperimenti di laboratorio. Fu noto anche per la legge che tutt'oggi porta il suo nome.

## Legge di Hull
"La forza dell'abitudine è direttamente proporzionale al numero delle associazioni fra stimolo e risposta a essa connesse che hanno subito un rinforzo".